# ROKS Namwon
Le ROKS Namwon (PCC-781) est une corvette de classe Pohang de la Marine de la république de Corée.

## Conception
La classe Pohang est une série de corvettes construites par différentes entreprises de construction navale sud-coréennes. La classe se compose de 24 navires et certains, après leur déclassement, ont été vendus ou donnés à d'autres pays. Il existe cinq types différents dans la classe, du lot II au lot VI.

## Historique
Le ROKS Namwon (PCC-781) a été construit par Daewoo Shipbuilding & Marine Engineering et lancé le 17 octobre 1989. Le navire a été mis en service le 1er mai 1990.